# جیلارد
محلّهٔ جیلارد، با نامِ پیشینِ گیلیارد، محلّه‏‏‌ای از توابع بخش مرکزی شهرستان دماوند در استان تهران ایران است. 

## جمعیت
این محله در بخش مرکزی شهرستان دماوند قرار داشته و براساس سرشماری مرکز آمار ایران که در سال ۱۳۷۵ صورت گرفته، جمعیت آن برابر ۱۹۷۹ نفر (۴۷۵ خانوار) بوده‌است. که بر این اساس پس از محلات گیلاوند، فرامه و چاله‏‌کا، پرجمعیت ترین محله و با ۲۷۲ هکتار وسعت، از وسیع ترین محلات بخش مرکزی شهر دماوند به شمار می‏رود.

## نام
نام قدیمی این منطقه گیلعاد (عبری: גלעד) بوده که برای راحتی تلفظ با گذشت زمان به گیلیارد و سرانجام به جیلارد تبدیل شده است. گرچه هم‏‌اکنون نیز استفاده از واژه گیلیارد بین اهالی این محل مرسوم می‌باشد.

## پیشینه
پس از صدور فرمان آزادی یهودیان توسط کوروش کبیر، بالغ بر ۶۰ هزار نفر از یهودیان که دائم در آزار و اذیت پادشاهان آشور بودند به ایران مهاجرت کردند که تعداد کثیری از آنان در منطقه دماوند ساکن شدند. یهودیان گیلعاد از نسل رعوبن، گاد و نفتالی هستند که از فرزندان دوازده‌گانه یعقوب نبی هستند. گیلعاد کلمه‌ای عبری به معنای بنای تاریخی و همچنین نام ناحیه‌ای مقدس در کرانه شرقی رود اردن است. علت نام‌گذاری این منطقه آن است که یهودیان طبیعت این منطقه را شبیه به سکونتگاه قبلی خود میدانستند که از آن رانده شده بودند.  جمعیت یهودیان گیلعاد بر اثر وقایع مختلفی مانند حمله مغول، حمله افغان‌ها به ایران و همه‌گیری‌های وبا و طاعون کاهش شدیدی پیدا کرد. با گذر زمان اکثر جمعیت یهودیان گیلعاد به اسرائیل مهاجرت نموده و هم‌اکنون ساکنان یهودی این محل به کمتر از  انگشتان دست رسیده است. در سراسر محله جیلارد زاغه‌های زیرزمینی فراوانی یافت می‌شد که طبق نقلی قدیمی برای فرار از تهاجم دشمنان خارجی ساخته شده بود.

## موقعیت جغرافیایی و جاذبه های دیدنی
محله جیلارد از از شرق به رودخانه تار و از طریق پل تاریخی شلمبه به روستای شلمبه، از غرب به گیلاوند و از شمال به ولیران، فرامه و ارتفاعات قله تلکمر محدود می‎‏‌شود.  بقعه امامزاده سلطان سید محمد  و گورستان تاریخی یهودیان گیلیارد در این محله قرار دارد. همچنین یکی از کهنسال‌ترین درختان چنار استان تهران با عمر بیش از ششصد سال در بافت قدیمی این محله قرار دارد. 

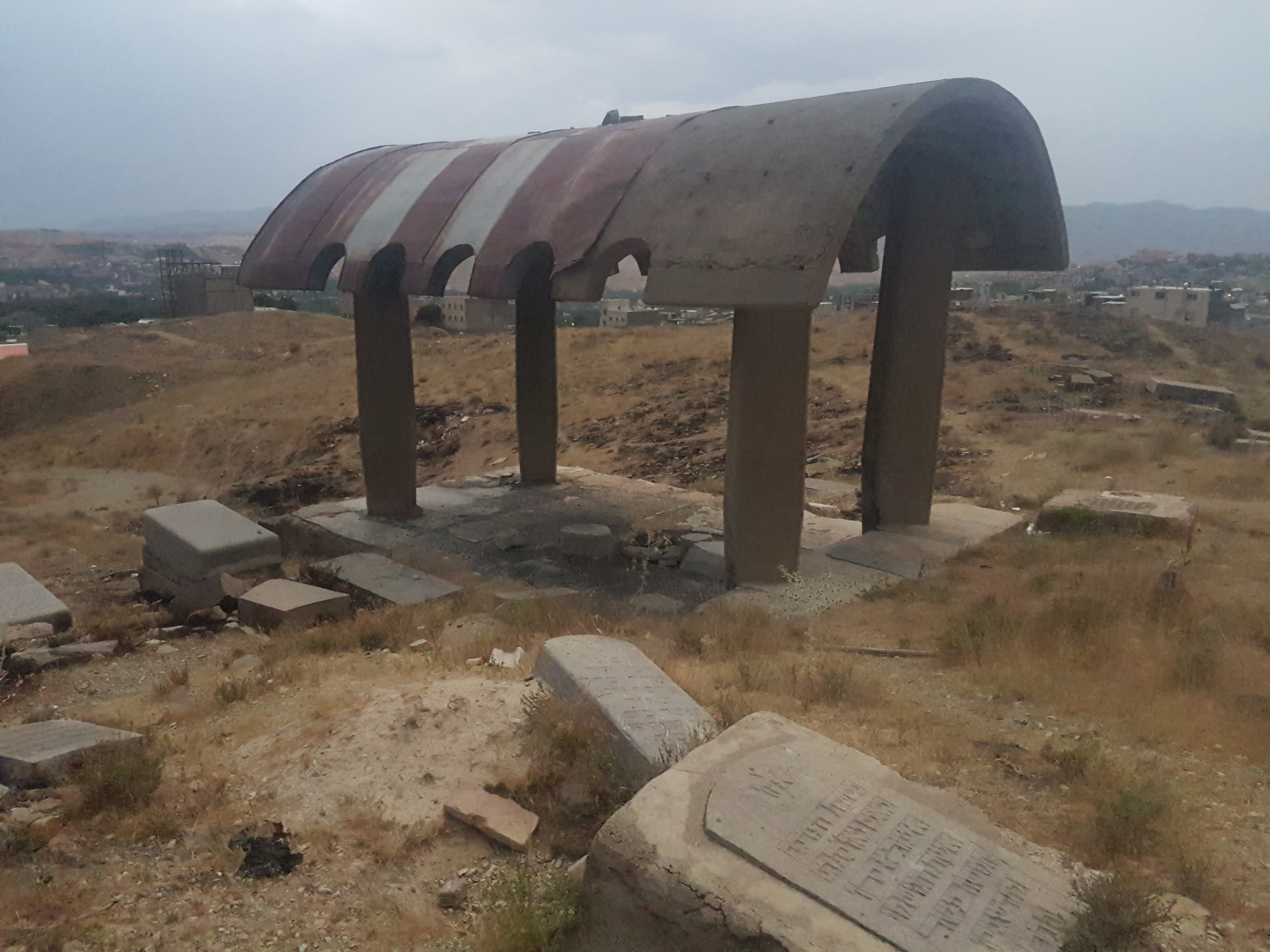
گورستان تاریخی یهودیان گیلیارد

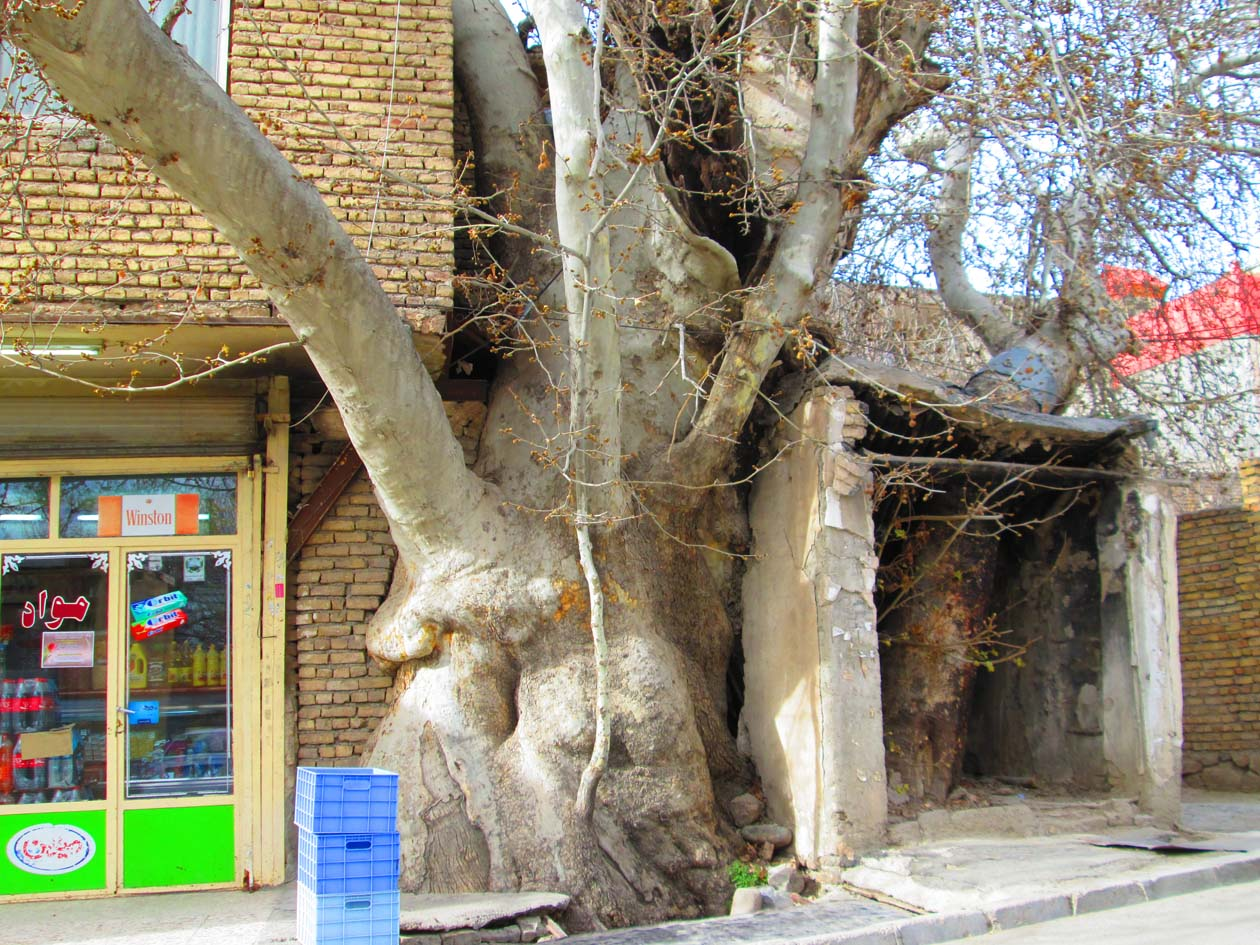
چنار کهنسال جیلارد

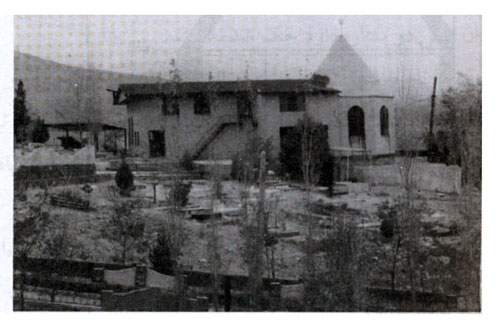
تصویر قدیمی از امامزاده سلطان سید محمد

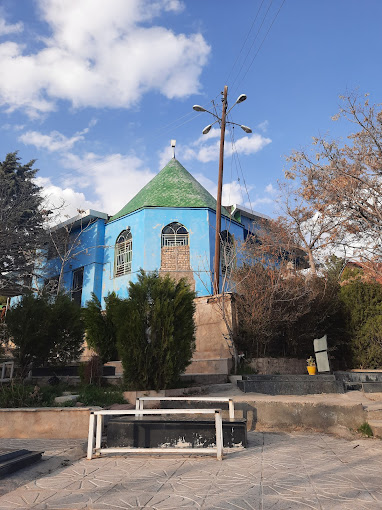
امامزاده سلطان سید محمد